# Aphirape uncifera
Aphirape uncifera är en spindelart som först beskrevs av Albert Tullgren 1905.  Aphirape uncifera ingår i släktet Aphirape och familjen hoppspindlar. Inga underarter finns listade i Catalogue of Life.